# Арнетт Гарденс
«Арнетт Гарденс» (англ. Arnett Gardens Football Club) — ямайський футбольний клуб з міста Кінгстон, який виступає в Національній Прем'єр-лізі. Базується в південній частині міста, Сент-Ендрю, домашні матчі проводить на спортивному комплексі «Ентоні Сполдінг».

## Історія
Команду створили 1977 року шляхом злиття «Олл Сейнтс» та «Джонс Таун». Вболівальники «Арнетт» проживають, переважно, в Арнетт Гарденс та його околицях (Джонс-Таун, Крейг-Таун, Ханна Таун та Едмірал-Таун). Вперше «Арнетт» виграв національний чемпіонат вже в 1978 році. Після цього тривалий період часу клуб не завоював жодного трофею, проте в сезонах 2000/01 та 2001/02 років знову ставав переможцем чемпіонату Ямайки.
Початок сезону 2007/08 років виявився одним із найгірших в історії клубу, через що змусив головного тренера Макса Строу подати у відставку 14 січня 2008 року, а його замінив колишній тренер клубу, Джером Вейт, під керівництвом якого «Арнетт Гарденс» виграв національний чемпіонат у 2001 та 2002 роках. Проте вже наступний сезон закінчили сезон за чотири очки від зони вильоту, при цьому клуб виграв 3 останніх матчі з 4-х.
Вейта звільнили по завершенні четвертого туру в сезоні 2008/09 років, оскільки «Арнетт Гарденс» програв усі матчі й відзначився одним голом. Його замінив Фабіан Девіс, проте наприкінці 2009 року залишив займану посаду. Станом на січень 2010 року тренером команди був Вейн Файрклоф, проте в жовтні 2010 року виріши залишити займану посаду. Файрклофа змінив на тренерському містку колишній нападник збірної Пол Девіс.
Девіс привів команду до 5-о місця в чемпіонаті Ямайки 2012/13, проте вирішив піти у відставку в листопаді 2012 року, посилаючись на відсутність довіри серед гравців та інші проблеми в клубі. У жовтні 2013 року його наступник Келвін Льюїс подав у відставку, а його місце зайняв колишній тренер Джером Вейт.

## Досягнення
- Клубний кубок КФС
  -  Фіналіст (2): 2002, 2018

- Національна Прем'єр-ліга Ямайки
  -  Чемпіон (5): 1978, 2001, 2002, 2015, 2017